# جایزه دیکتاتور سال

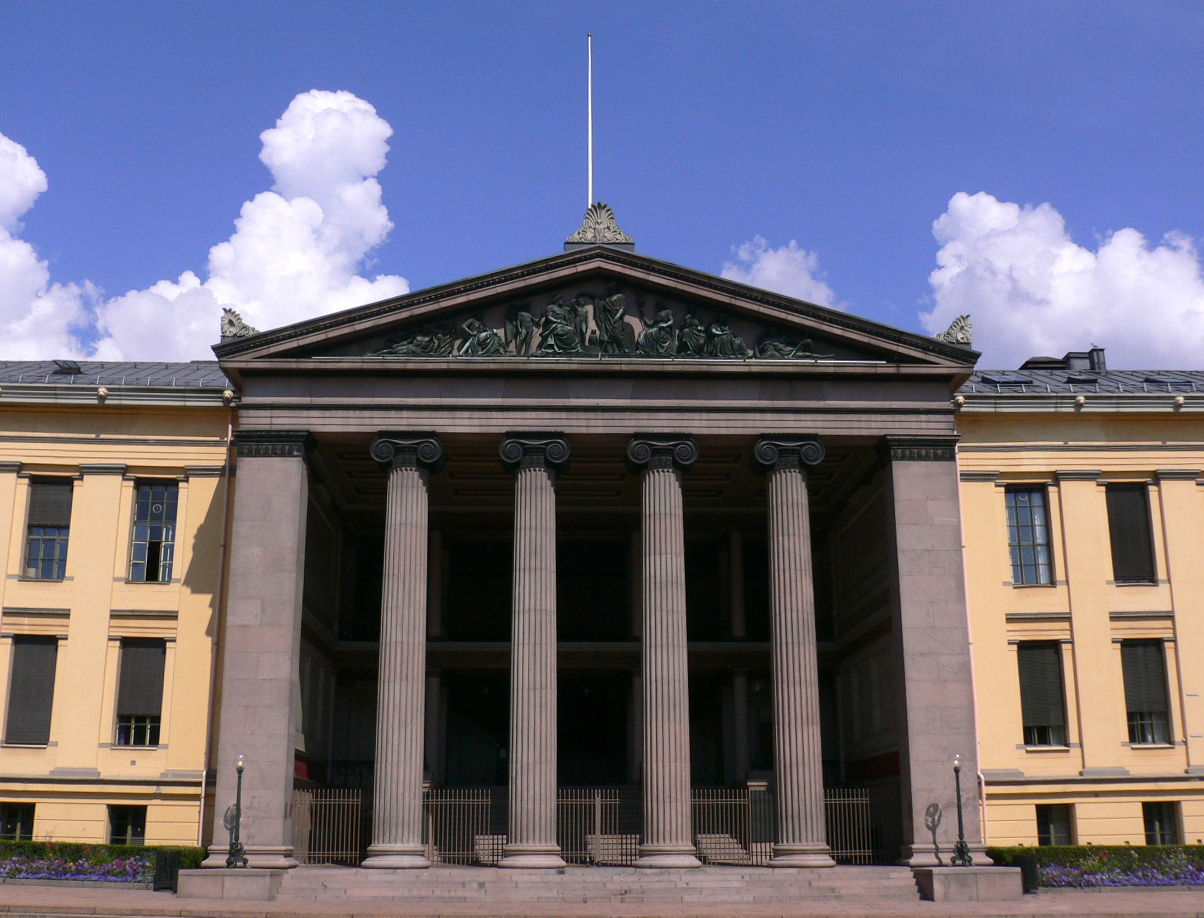
دانشگاه اسلو

جایزه دیکتاتور سال (به انگلیسی: Dictator of the Year Prize) عنوان مراسمی است که در طی آن دانشجویان ساکن شهر اسلو بدنام‌ترین رهبر سیاسی ظالم و زندهٔ جهان را از نظر نقض حقوق بشر انتخاب می‌کنند. این مراسم توسط مرکز محیط زیست و توسعه دانشگاه اسلو ایجاد شده است.
لیست نامزدهای عنوان دیکتاتور سال به توصیه برخی از کارشناسان حقوق بشر تهیه می‌گردد، و رای‌گیری توسط دانشجویان به‌طور مستقیم یا از طریق سایت فیس‌بوک انجام می‌پذیرد. به گفته یکی از گردانندگان مراسم، هدف از اعطای این جایزه مسخره کردن جایزه صلح نوبل نیست و این اقدام صرفاً اقدامی نمادین در جهت پشتیبانی از حقوق بشر است.

## جایزه سال ۲۰۰۹
جایزه سال ۲۰۰۹ از میان ۱۱ کاندیدا، به سیدعلی خامنه‌ای تعلق گرفته است.